# САБМиллер РУС
ЗАО «САБМиллер РУС» (ранее — ООО «САБМиллер РУС», Калужская пивоваренная компания) — пивоваренная компания, работающая на российском рынке.
1 октября 2013 года ЗАО «САБМиллер РУС» реорганизовано в форме присоединения к ЗАО «Пивоварня Москва-Эфес».

## История
Основана в 1998 году как «Калужская пивоваренная компания» для выпуска премиальных сортов пива дочерняя компания SABMiller в России.
В конце марта 2007 года компания объявила о строительстве нового пивоваренного завода в Ульяновске. Строительство рассчитано на две очереди мощностью 30 млн дал каждая; общая стоимость проекта составит около $170 млн.
С 12 ноября 2007 года «Калужская пивоваренная компания» сменила наименование на ООО «САБМиллер РУС».
В июне 2008 года компания объявила о покупке пивоваренного завода «Владпиво» (Владивосток). Сумма сделки составляет около $90 млн.
Согласно записи в Едином государственном реестре юридических лиц от 27 марта 2009 года
ООО «Владпиво» и ООО «Трансмарк» прекращают свою деятельность, полным правопреемником их прав и обязанностей является ООО «САБМиллер РУС» с филиалами в Москве, Ульяновске и Владивостоке.
7 марта 2012 года САБ Миллер передал свой бизнес в России и на Украине компании Эфес, взамен САБ Миллер получает 24 % акций Анадолу Эфес, базирующейся в Турции.
3 сентября 2012 года ООО «САБМиллер РУС» реорганизовано в форме преобразования в ЗАО «САБМиллер РУС».
1 октября 2013 года ЗАО «САБМиллер РУС» реорганизовано в форме присоединения к ЗАО «Пивоварня Москва-Эфес»

## Собственники и руководство
Согласно записи в Едином государственном реестре юридических лиц от 27 марта 2009 года: ООО «Владпиво» и ООО «Трансмарк» прекращают свою деятельность, полным правопреемником их прав и обязанностей является ООО «САБМиллер РУС» с филиалами в Москве, Ульяновске и Владивостоке.
19 октября 2011 компания SABMiller RUS объявила о намерении заключить стратегический союз между компаниями SABMiller и Anadolu Efes, который будет охватывать страны СНГ и Центральной Азии и Турцию. Новый союз предполагает передачу компаний SABMiller RUS в России и на Украине компании Anadolu Efes в обмен на долю участия в группе компаний Anadolu Efes в размере 24 %.

## Деятельность
Компания насчитывает свыше 1800 сотрудников в России, располагает заводами в Калуге и Владивостоке, инвестирует в строительство нового завода в Ульяновске, ввод в эксплуатацию состоялся в 2009 году. Официально завод в Ульяновске открыт в конце 2010 года.
Доля компании на российском рынке в денежном выражении — 10 %, в натуральном — 6 % (по данным AC Nielsen, 2008 год).
На предприятии во Владивостоке уже началось производство лидирующего локального премиального бренда САБМиллер РУС — пива «Золотая бочка». В ближайшем будущем планируется начало производства международных лицензионных марок, а также сохранится производство региональных брендов, приобретенных вместе с производством ранее.
С марта 2009 запущено в производство на Калужском заводе лицензионное крепкое пиво премиального сегмента Amsterdam Navigator (лицензия принадлежит Royal Grolsch N.V., в 2008 году была приобретена компанией SABMiller plc.).

## Продукция
- Золотая Бочка
- Miller Genuine Draft
- Grolsch
- Pilsner Urquell
- Velkopopovicky Kozel
- Redd’s
- Holsten (перешло к «Балтике»)
- Peroni Nastro Azzuro
- Amsterdam Navigator
- Моя Калуга
- Три Богатыря
- ESSA
- Жигулёвское
- Симбирское
- Zwei Meister Венское
- Владпиво
- Рыцарь Приморья
- Студеное
- Квас Матушкин